# 蟹螯织纹螺
蟹螯织纹螺（学名：Plicarcularia pullus），是新腹足目织纹螺科Plicarcularia属的一种。主要分布于台湾，常栖息在潮间带沙滩或泥滩。